# Galinsoga amboensis
Galinsoga amboensis là một loài thực vật có hoa trong họ Cúc. Loài này được D.L.Schulz mô tả khoa học đầu tiên năm 1984.